# جيمي هينسلي
جيمي هينسلي (بالإنجليزية: Jimmy Hensley)‏ هو سائق سباق أمريكي، ولد في 11 أكتوبر 1945 في ريدجواي في الولايات المتحدة.

## وصلات خارجية
- جيمي هينسلي على موقع Racing-Reference.info (الإنجليزية)